# Bauhinia monandra
Bauhinia monandra là một loài thực vật có hoa trong họ Đậu. Loài này được Kurz miêu tả khoa học đầu tiên.

## Hình ảnh

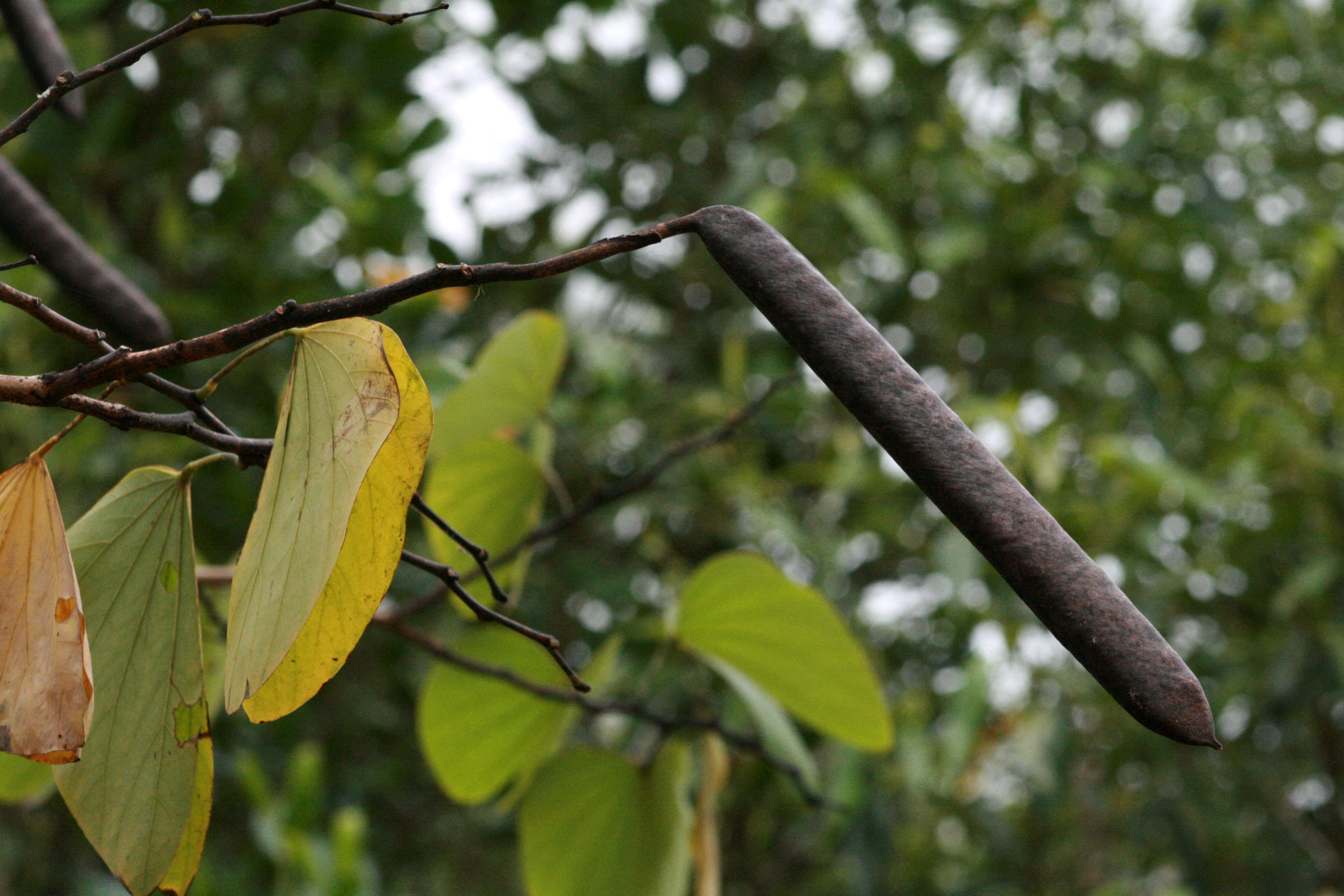
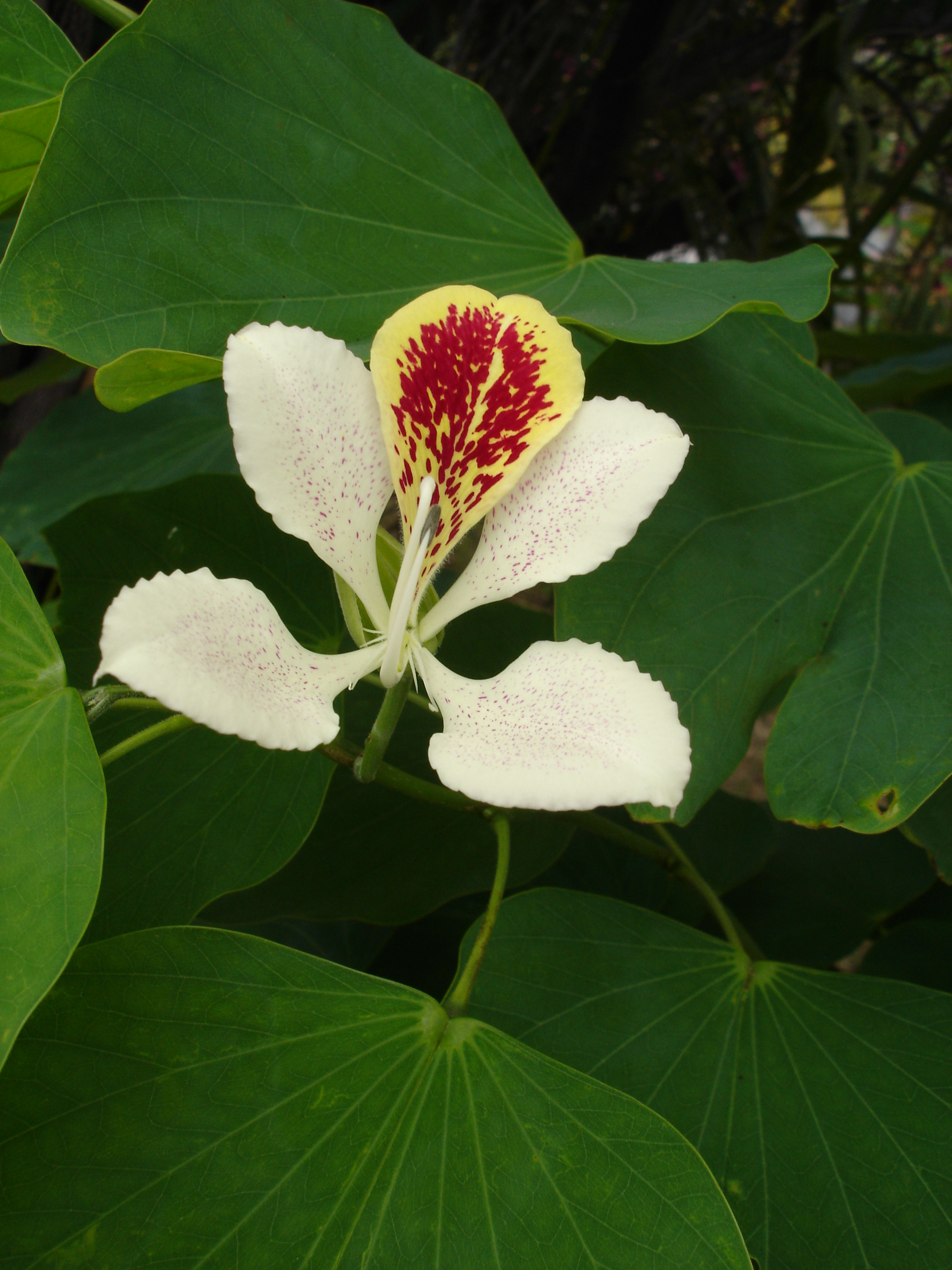
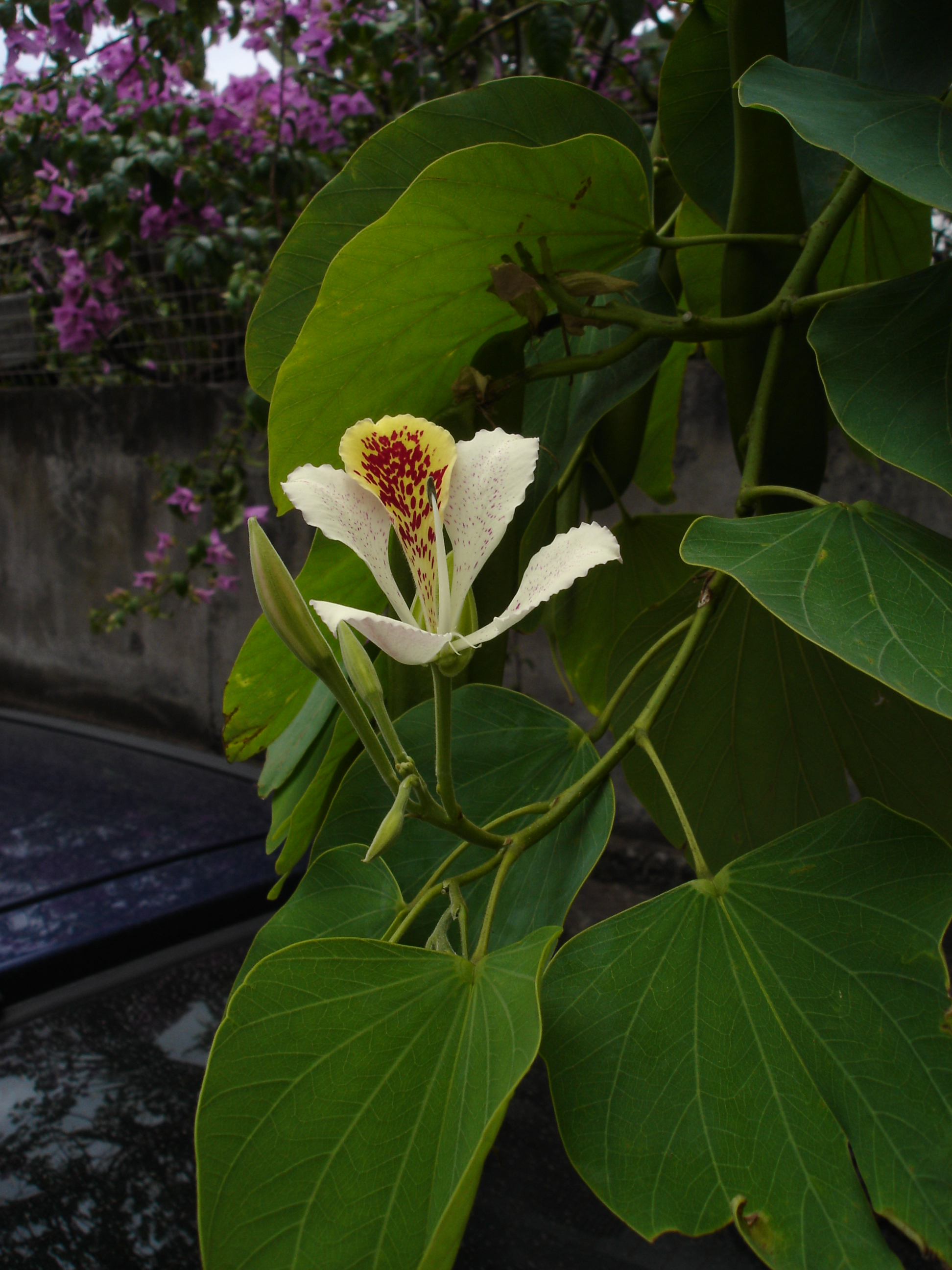